# 飯野町
飯野町（日语：／ Iino machi */?）是過去位于福島縣伊達郡的一個町，已於2008年7月1日並入福島市。